# Jimmy Jones (basket-ball)
Pour les articles homonymes, voir Jimmy Jones (homonymie) et Jones.
James « Jimmy » Jones, né le 1er janvier 1945 à Tallulah, en Louisiane, est un ancien joueur américain de basket-ball. Il évolue aux postes d'arrière et d'ailier.

## Palmarès
- Nommé dans la ABA All-Rookie First Team 1968
- 6 fois All-Star ABA (1968, 1969, 1970, 1971, 1973, 1974)
- Nommé dans la All-ABA First Team 1969, 1973, 1974